# Педерус-дерматит

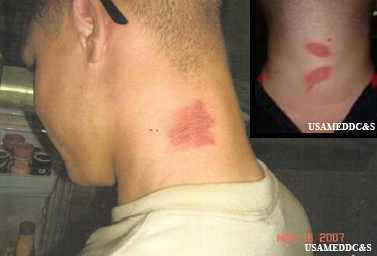
Paederus dermatitis

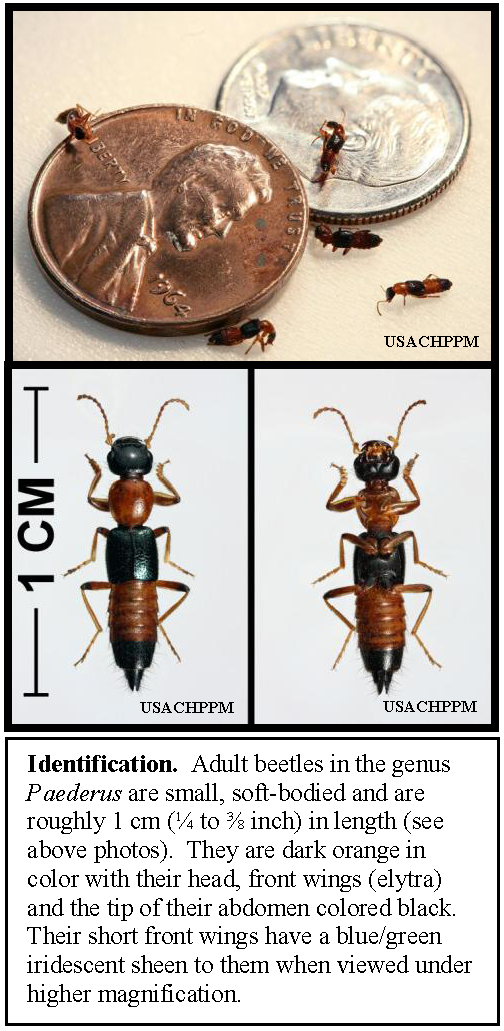
Жуки Paederus.

Пе́дерус-дермати́т (англ. Paederus dermatitis; Pederosis) — аллергическая реакция на гемолимфу жуков рода Paederus, характеризующаяся везикулёзным дерматитом.

## Распространение

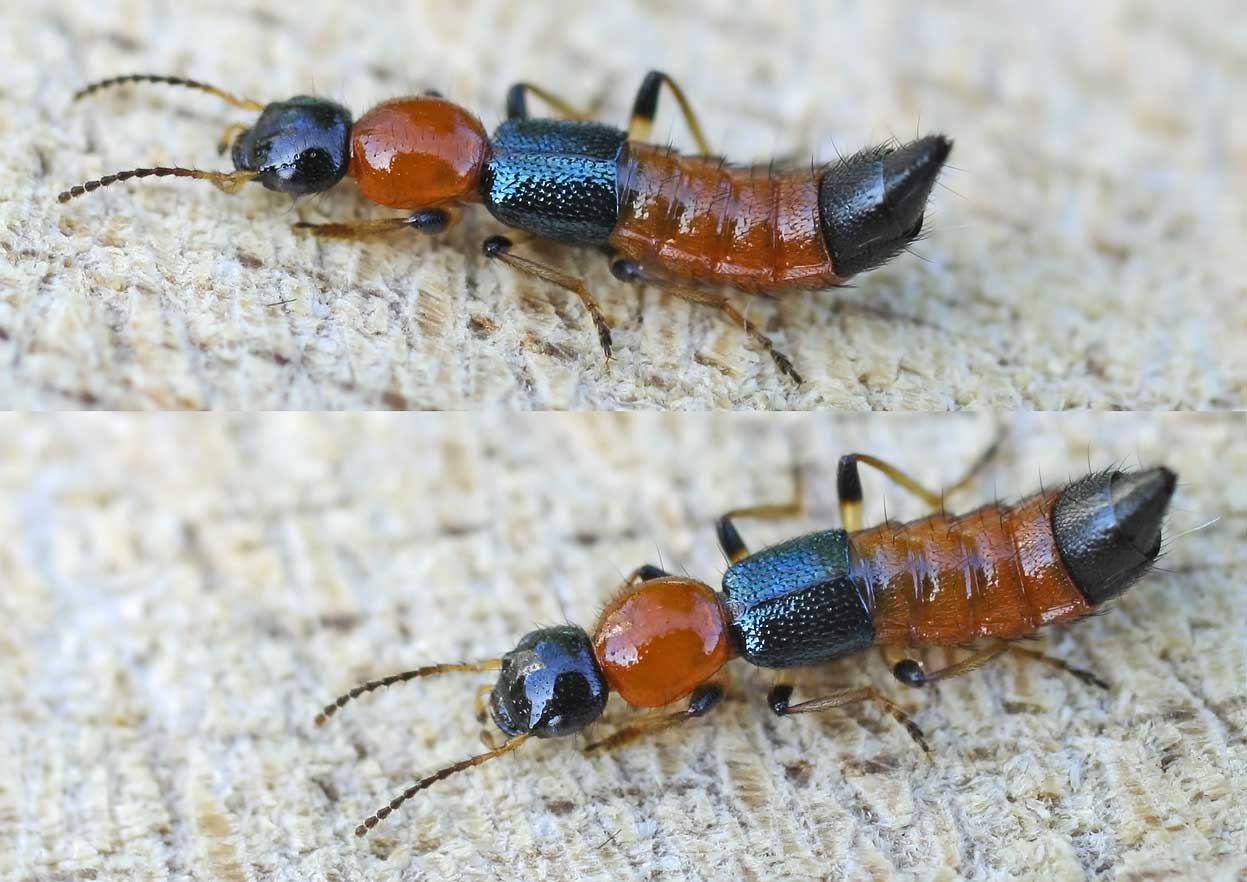
Жуки стафилиниды (Paederus littoralis)

Представители трёх различных родов стафилин могут вызвать дерматит: Paederus, Paederidus и Megalopaederus.
Жуки рода Paederus широко распространены на территории бывшего СССР по берегам рек. Могут заползать в дома. Дерматит встречается также во Франции, Турции, на Окинаве, в Австралии, Малайзии и Шри-Ланке.
Болезнь чаще встречается в жарком, тропическом климате.
Paederus brasilensis причиняет дерматит в Южной Америке. В Венесуэле известен вид P. columbius.
P. melampus вызывает дерматит в Индии.
P. fuscipes причиняет линейный дерматит в Иране и на Тайване.
P. crebinpunctatus (=P. eximius) и P. sabaeus вызывают дерматит в Восточной Африке.
При случайном раздавливании жуков человеком кровь насекомого, которая содержит педерин (C25H45O9N), вызывает эритематозные высыпания.

## Клиническая картина. Патогенез
В лёгких случаях наблюдается слабая эритема, которая начинается через 12—36 часов; возникают волдыри и шелушение, эффекты проявляются от недели до трёх.
В тяжёлых случаях эритема, волдыри и пигментированные рубцы обычно носят более широкий характер. Возможными дополнительными симптомами являются высокая температура, невралгия, артралгия и рвота.
Возможно присоединение вторичной инфекции.
При попадании крови жука на конъюнктиву и/или роговицу (как правило, через загрязнённые руки) может возникнуть болезненный отёк и гнойный конъюнктивит известный как Nairobi eye («найробский глаз»). Может возникнуть эрозия роговицы и слепота.